# 무아얭코모에주

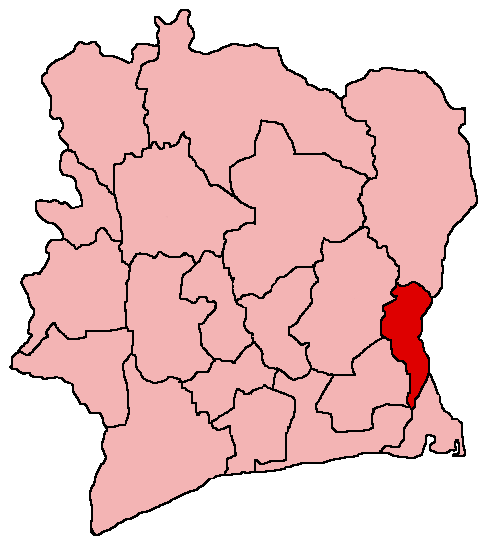
무아얭코모에주

무아얭코모에주(프랑스어: Moyen-Comoé)는 코트디부아르에 존재했던 행정 구역이다. 주도는 아방구루(Abengourou)이며 면적은 6,900km2, 인구는 488,200명(2002년 기준)이었다. 2개의 하위 행정 구역(아방구루, 아니빌레크루)을 관할했다.